# Hemilea miyaluoia
Hemilea miyaluoia är en tvåvingeart som beskrevs av Wang 1996. Hemilea miyaluoia ingår i släktet Hemilea och familjen borrflugor. Inga underarter finns listade i Catalogue of Life.